# 方尚恂
方尚恂（？—？），字威侯，號菉阿，浙江嚴州府淳安縣人，明朝政治人物。

## 生平
萬曆四十年（1612年）壬子科浙江鄉試舉人，四十一年（1613年）癸丑科二甲第四十四名進士。授刑部主事，历员外郎中。万历四十六年（1618年），主考贵州乡试，後任建寧府知府。升湖广按察司副使、兵备辰沅。
著有《麟㫖》十二卷、《牖慈録》又《黔楚笔乗》、《留耕堂文集》、《敝帚一编》、《玉磬斋詩集》、《騑騑草》，《闽况》、《客路吟尺牍》五卷。